# Lérida
Lleida
Pour les articles homonymes, voir Lérida (homonymie).
Lérida (en catalan et officiellement : Lleida) est une ville et commune espagnole située dans la communauté autonome de Catalogne. Elle est la capitale de la comarque du Segrià, de la viguerie de Ponent et de la province du même nom. En 2022, elle comptait 140 797 habitants.
La ville de Lérida, aux portes de l'Aragon, est une étape du « chemin catalan » du pèlerinage vers Compostelle.

## Toponymie
En Catalogne, la forme Lleida est l'unique toponyme officiel de la ville depuis 1980.

## Géographie

### Localisation
La ville de Lérida s'est développée autour d'une colline qui domine le Sègre, un affluent de l'Èbre en rive gauche. La colline, connue aujourd'hui comme le Turó de la Seu (« la colline de la cathédrale » en catalan), culmine à 154,65 mètres. Elle est occupée par l'ensemble monumental de la Vieille cathédrale (Seu Vella en catalan).
La ville se trouve par ailleurs à l'ouest de la Dépression centrale catalane, une zone de hauts plateaux entre les Pyrénées et les Pré-Pyrénées au nord et les Cordillères côtières catalanes au sud.
Son centre-ville se trouve à 77 km au nord-ouest de Tarragone.

### Climat

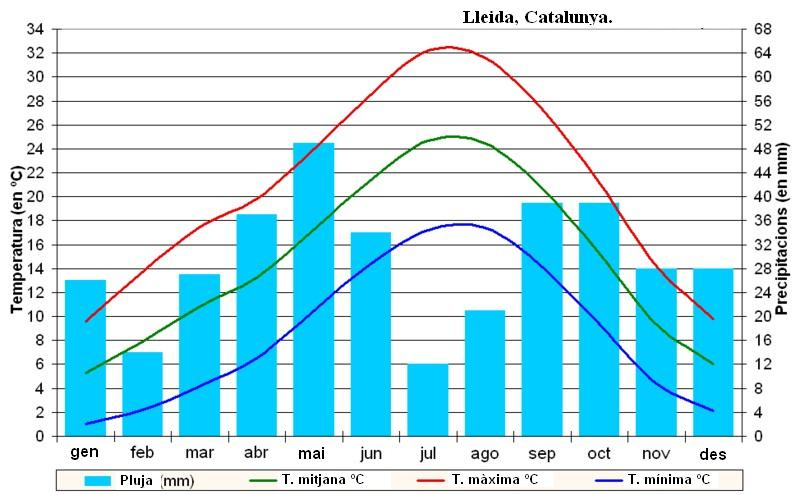
Climogramme de Lérida.

Lérida possède un climat méditerranéen à tendance continentale, caractéristique de la vallée de l'Èbre et de la Dépression centrale catalane, et de l'influence des Pyrénées. L'été est chaud et sec, avec des précipitations particulièrement faibles et des températures maximales qui dépassent souvent les 38 °C, tandis que les hivers sont frais et humides avec des brouillards fréquents et des températures minimales au-dessous de 0 °C. La pluviométrie moyenne est de 375 mm par an avec un maximum au printemps et une sécheresse estivale.
Le record de température maximale est enregistré le 7 juillet 2015 avec 43,1 °C. À l'inverse, des températures de moins de 0 °C ont été enregistrées huit jours de suite, entre le 6 et le 13 janvier 1985. Le 8 janvier, les températures sont descendues à -18,0 °C.

## Histoire

### Préhistoire
Lérida est habitée depuis au moins l'Âge du bronze, à ses débuts sur la Roca Sobirana (200 mètres d'altitude), sur la rive droite du Sègre.

### Antiquité
À partir du VIe siècle av. J.-C., elle devint la capitale de la tribu ibère des Ilergetes sous le nom d'Iltirta, se défendit contre l'extension carthaginoise, puis fut renommée Ilerda après la conquête romaine et intégrée à la Tarraconaise.
En -49, elle fut le théâtre d'une bataille entre Jules César et Pompée lors de la « Guerre civile de César » (Campagne de Lerida). Lucius Afranius et Marcus Petreius se jetèrent dans la place avec cinq légions, et leur siège par César tel qu'il est raconté par lui-même, constitue l'un des passages les plus intéressants de l'histoire militaire. Afranius et Petreius finirent par capituler, conquis autant par la générosité de César que par sa stratégie. En conséquence de la bataille, la phrase latine videas Ilerdam aurait été utilisée par des gens qui voulaient souhaiter « mauvaise chance » à quelqu'un d'autre.
Sous l'Empire romain, la ville était très florissante, battait sa propre monnaie et reçut le statut de municipe sous Auguste. Elle possédait un pont en pierre sur la rivière (si solide que ses fondations soutiennent un pont moderne aujourd'hui).
À l'époque d'Ausone, la ville était tombée en décadence.

### Moyen Âge et Temps modernes
Les Maures s'en emparent après un siège qui dure de 716 à 719. Les comtes de Barcelone et d'Urgell la reprennent le 24 octobre 1149. L'année suivante, la ville reçoit la charte de peuplement.
La cathédrale « Seu Vella », bâtiment emblématique de la cité, est érigée de 1203 à 1278. Elle abrite une grande université fondée en 1300, la plus ancienne de la couronne d'Aragon, jusqu'en 1717 quand Philippe V la déplace vers la ville de Cervera.
Au XVIIe siècle, Lérida souffre beaucoup durant la guerre des faucheurs et est le théâtre de trois affrontements. Le 7 octobre 1642, le maréchal de la Mothe l'emporte lors d'une bataille, mais ses forces franco-catalanes sont forcées de se retirer. Elle subit un premier siège qui débute en mai 1646 quand une armée française commandée par le comte d'Harcourt, se positionne devant la ville avant de se retirer le 22 novembre suivant. Le second en mai 1647 est marqué par un nouvel échec pour une armée française, commandée cette fois-ci par Louis II de Bourbon-Condé.
Durant la guerre de Succession d'Espagne, Lérida est à nouveau assiégée en 1707, cette fois-ci victorieusement, par les troupes franco-castillanes.
Elle retrouve toute sa dimension au XVIIIe siècle, mais subit des dommages après des combats lors de la guerre d'indépendance espagnole, au cours de laquelle elle est prise en 1810.
Elle est reliée au réseau ferré espagnol en 1860.

### AuXXesiècle

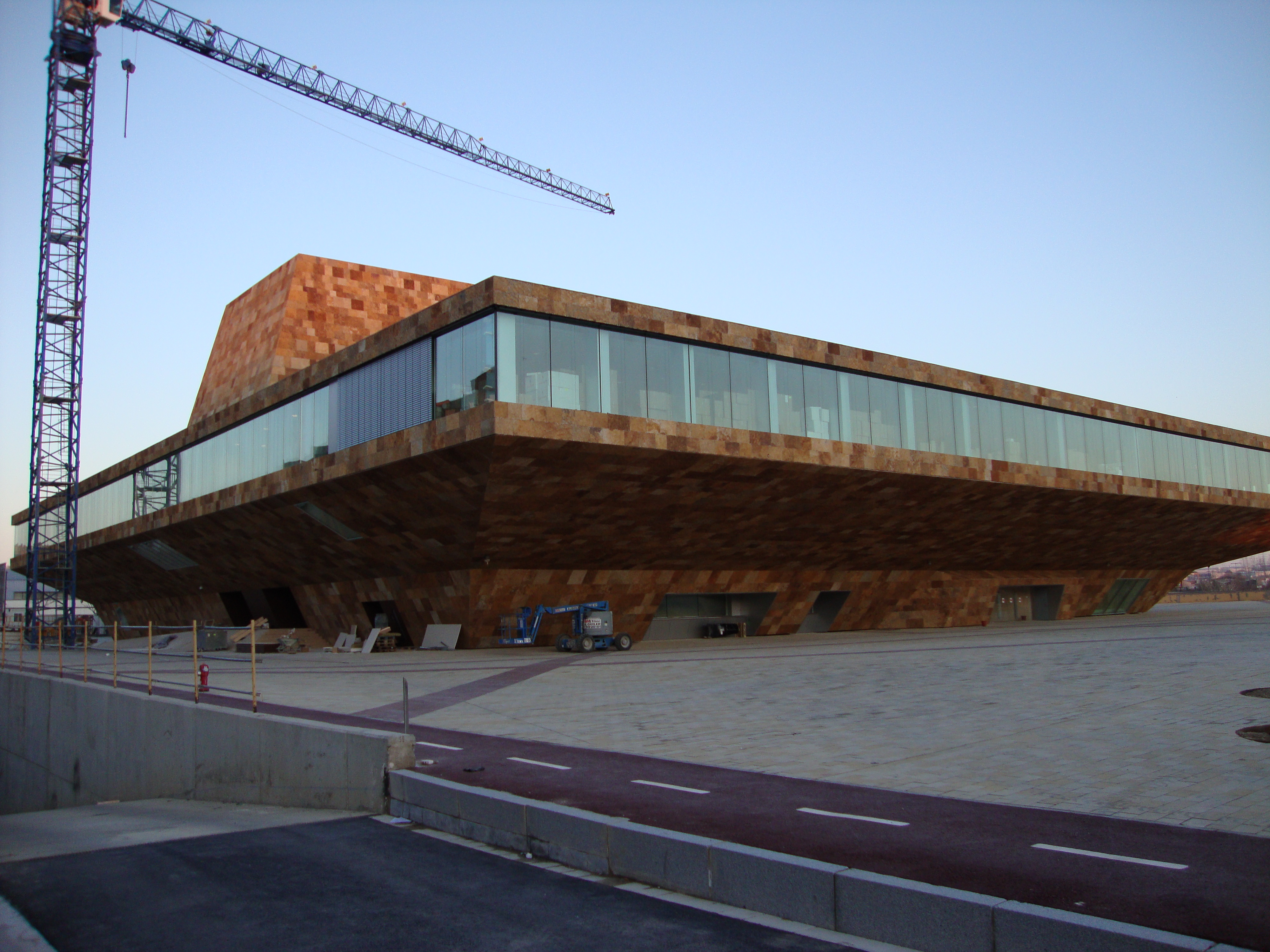
La Llotja de Lleida Convention Center.

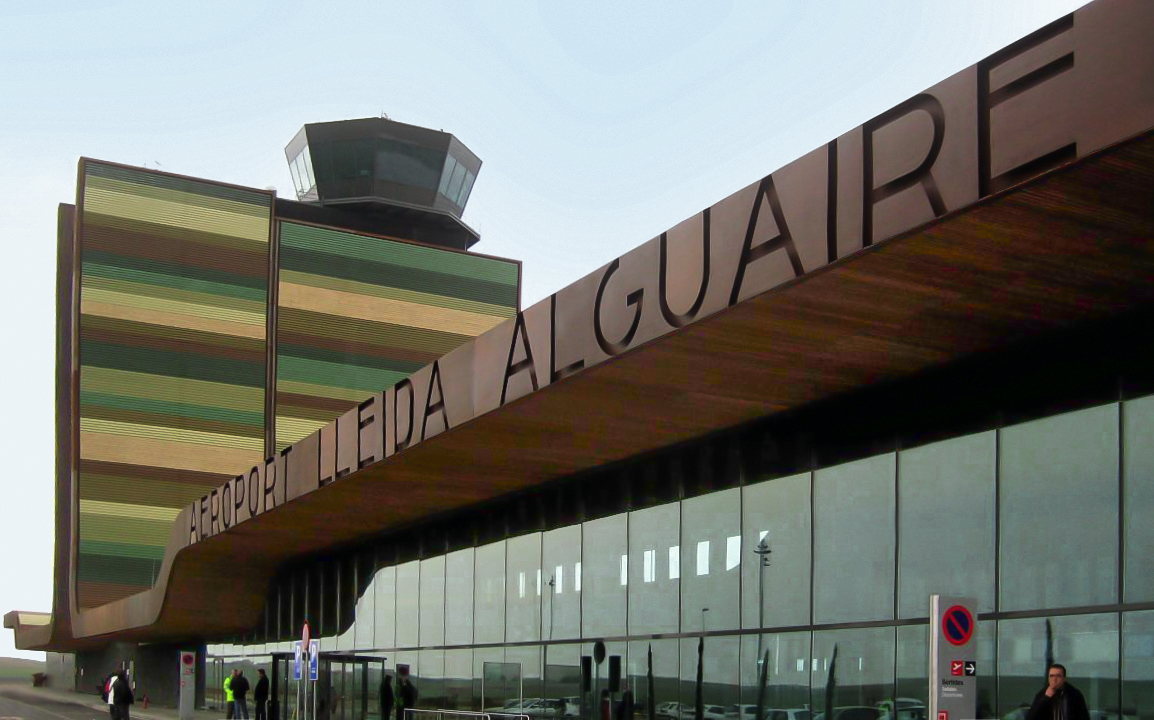
Aéroport de Lérida-Alguaire.

Lérida servit de point clé pour la défense de Barcelone pendant la guerre civile espagnole et fut bombardée intensivement notamment le 2 novembre 1937, lors de l'attaque de la Légion Condor, devenue tristement célèbre car elle touche l'école Liceu Escolar de Lleida. Trois cents personnes perdent la vie ce jour-là, dont 48 enfants et plusieurs enseignants. La ville est assiégée et bombardée à nouveau en 1938, avant d'être conquise par les forces nationalistes.
Elle compte environ 40 000 habitants en 1940. Après quelques décennies sans croissance de population, elle bénéficie de l'immigration massive des Andalous dans les années 1950 et 1960, qui contribue à son dynamisme. 
En 2007, Lérida est la capitale de l'Année de la culture catalane, et deux musées sont inaugurés dont le « Château templier Gardeny » qui abrite un centre d'interprétation de l'Ordre du Temple.

## Politique et administration
Lérida est le chef-lieu de la province du même nom, de la comarque de Segrià et de la viguerie de Ponent.

### Conseil municipal
La ville de Lérida comptait 137 856 habitants aux élections municipales du 26 mai 2019. Son conseil municipal (en espagnol : Pleno del Ayuntamiento) se compose donc de 27 élus. Les conseillers municipaux de Lérida sont appelés « pairs » (en catalan : paers), le maire portant le titre de « pair en chef » (paer en cap).
Depuis les premières élections municipales démocratiques de 1979, la ville a été dirigée par des maires de gauche et de centre gauche, sauf entre 1987 et 1989.

### Maires
| Mandat      | Maire | Maire                                | Parti | Majorité |
| ----------- | ----- | ------------------------------------ | ----- | -------- |
| 1979-1983   |       | Antoni Siurana (ca)                  | PSC   | 9 / 27   |
| 1983-1987   |       | Antoni Siurana (ca)                  | PSC   | 17 / 27  |
| 1987-1991   |       | Manel Oronich (ca)                   | CiU   | 11 / 27  |
| 1987-1991   |       | Antoni Siurana (ca) (1989)           | PSC   | 12 / 27  |
| 1991-1995   |       | Antoni Siurana (ca)                  | PSC   | 17 / 27  |
| 1995-1999   |       | Antoni Siurana (ca)                  | PSC   | 15 / 27  |
| 1999-2003   |       | Antoni Siurana (ca)                  | PSC   | 14 / 27  |
| 2003-2007   |       | Antoni Siurana (ca) Àngel Ros (2004) | PSC   | 10 / 27  |
| 2007-2011   |       | Àngel Ros                            | PSC   | 15 / 27  |
| 2011-2015   |       | Àngel Ros                            | PSC   | 15 / 27  |
| 2015-2019   |       | Àngel Ros Fèlix Larrosa (es) (2018)  | PSC   | 8 / 27   |
| 2019-2023   |       | Miquel Pueyo (es)                    | ERC   | 7 / 27   |
| depuis 2023 |       | Fèlix Larrosa (es)                   | PSC   | 9 / 27   |

## Population et société

### Démographie
En 2022, Lérida comptait 140 797 habitants. Cela en fait la sixième ville la plus peuplée de Catalogne après Barcelone, L'Hospitalet de Llobregat, Badalone, Terrassa et Sabadell, qui font toutes partie de l'aire métropolitaine barcelonaise, et la quarante-septième d'Espagne. Sa population est ainsi comparable à Tarragone, une des trois autres capitales de province catalanes.
| 1717    | 1787    | 1857    | 1877    | 1887    | 1900    | 1910    | 1920    |  |
| ------- | ------- | ------- | ------- | ------- | ------- | ------- | ------- |  |
| 2 353   | 10 390  | 19 627  | 20 369  | 21 885  | 21 432  | 24 531  | 38 165  |  |
| 1930    | 1940    | 1950    | 1960    | 1970    | 1981    | 1990    | 1992    |  |
| 38 868  | 41 464  | 52 849  | 63 850  | 90 884  | 109 573 | 111 825 | 112 282 |  |
| 1994    | 1996    | 1998    | 2000    | 2002    | 2004    | 2006    | 2008    |  |
| 114 234 | 112 035 | 112 207 | 112 194 | 115 000 | 119 935 | 125 677 | 131 731 |  |
| 2010    | 2012    | 2014    | 2016    | 2018    | 2020    | 2022    | 2024    |  |
| 137 847 | 139 834 | 139 176 | 138 144 | 137 856 |         |         |         |  |

La ville de Lérida se trouve par ailleurs au cœur d'une aire métropolitaine de 202 413 habitants.

### Enseignement
L'université, qui a existé entre 1300 et 1717, a été recréée en 1991.

### Manifestations culturelles et festivités
- Festival du film latino-américain de Lleida

### Santé
- Hôpital universitaire Arnau de Vilanova

## Économie
L'agriculture et le tourisme sont les principales activités économiques.
Marché agricole. Constructions mécaniques ; textiles ; chimie ; agroalimentaire.
Ouverture de l'aéroport de Lérida depuis le 17 janvier 2010, code aéroport ILD, que trois compagnies aériennes desservent : l'espagnole Vueling et la compagnie low-cost irlandaise Ryanair.

## Culture locale et patrimoine

### Lieux et monuments
Monuments religieux

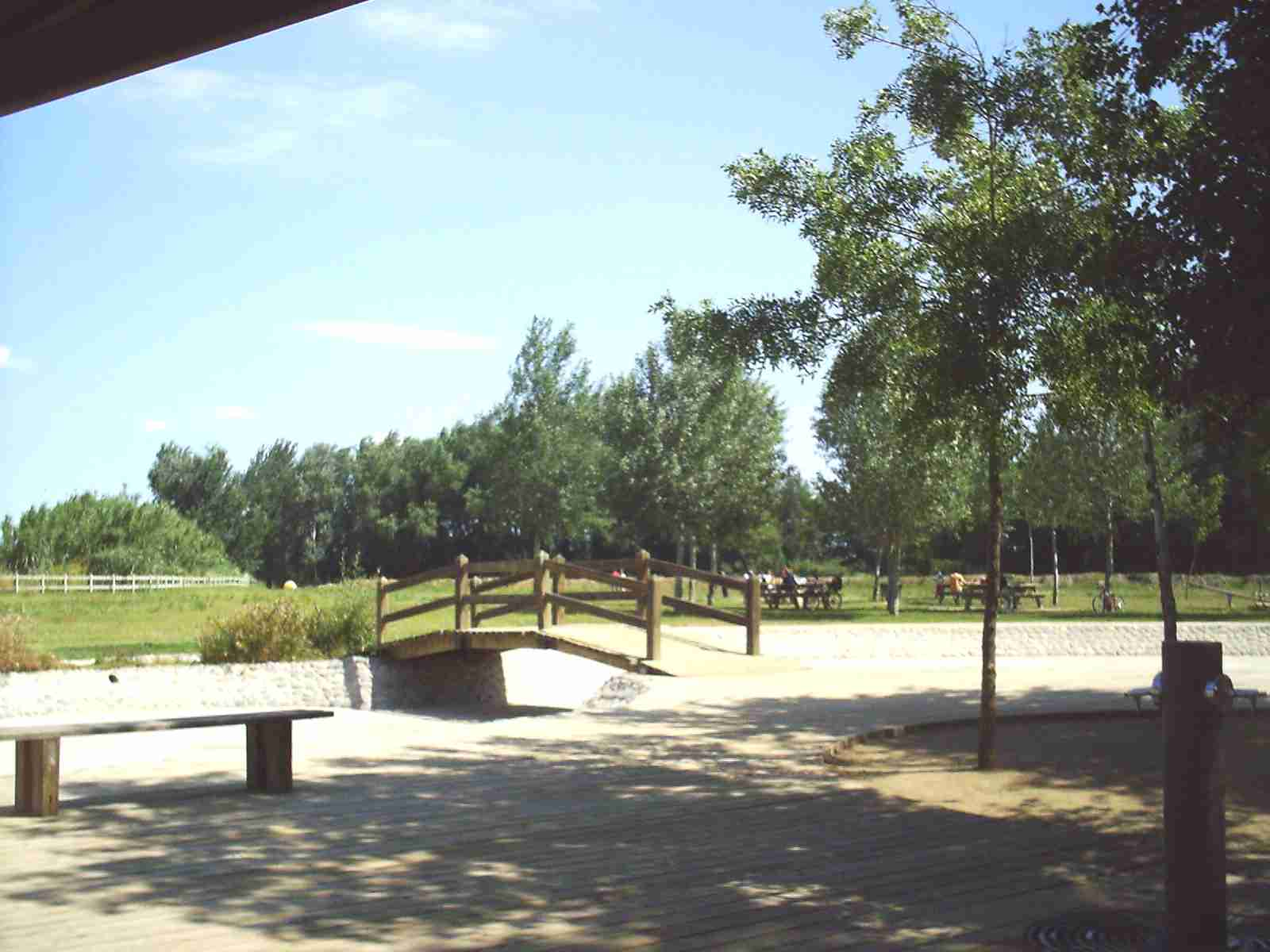
Parc de la Mitjana.

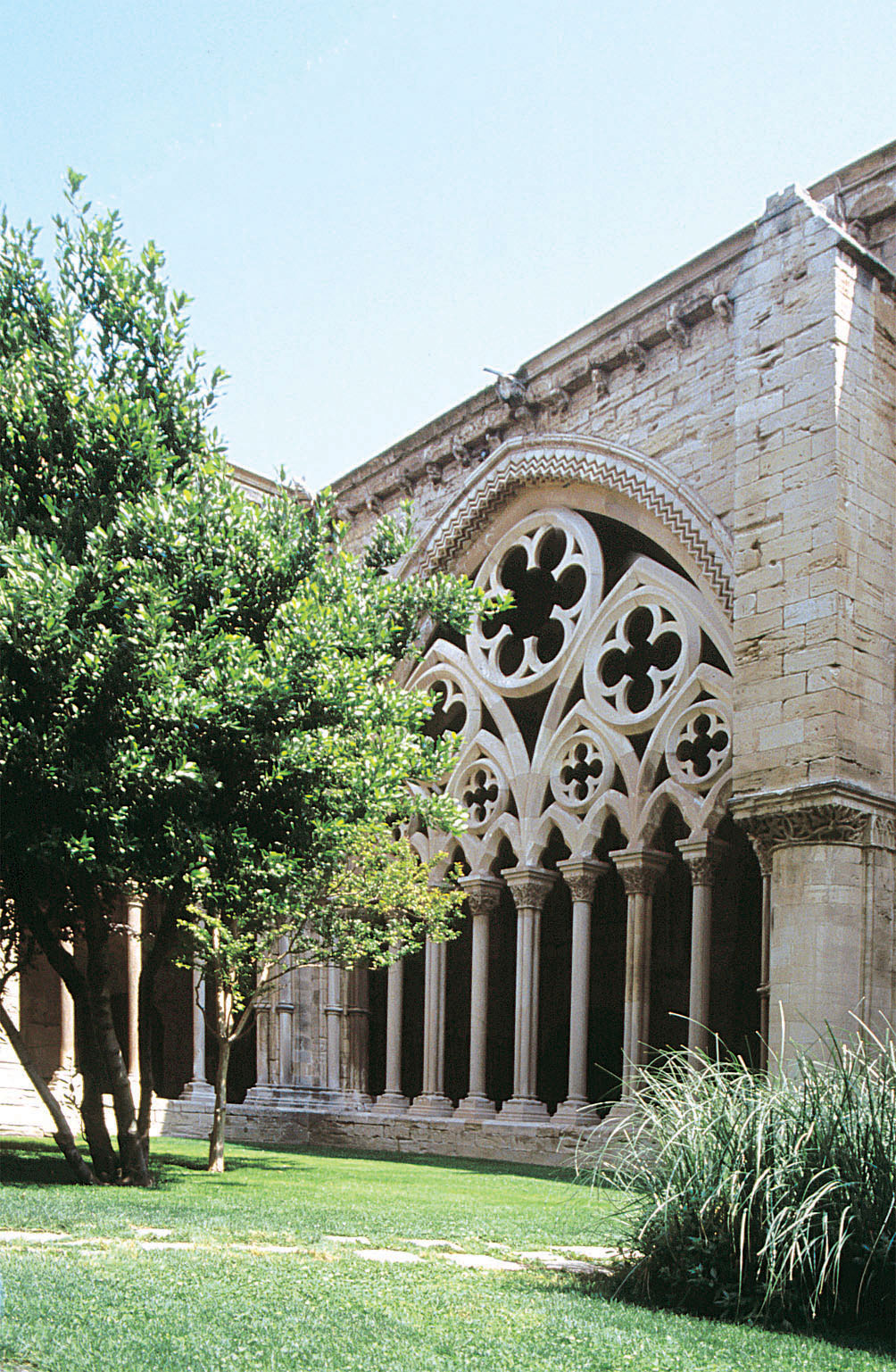
La Seu Vella, l'ancienne cathédrale. Cloître.

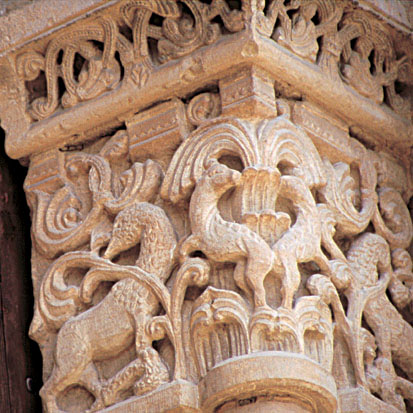
La Seu Vella, l'ancienne cathédrale. Détail d'une colonne.

- Cathédrale de la Seu Vella, le monument le plus emblématique ; sa construction commença en 1203, sous la direction de Pere de Coma qui fut le premier maître d'œuvre et l'auteur des plans. Elle fut consacrée sous l'invocation de Santa Maria le 31 octobre 1278. Au XIVe siècle fut achevée la construction du cloître et commencèrent les travaux du clocher qui durèrent jusqu'en 1431. Le cloître gothique trahit des influences maures dans le décor de ses arcades. Cette église fut transformée en garnison jusqu'en 1948. Comme elle avait été désacralisée, une autre cathédrale à Lérida de style plus moderne fut construite. Ce qui fait que Lérida a deux cathédrales.
- Église Sant Joan de style néogothique (XIXe siècle),
- Église de Sant Llorenç (XIIe siècle) avec retable (XVIe siècle) et celle de Sant Martí.
- Église Santa Maria de Gardeny (rattachée au château de Gardeny).

Monuments civils
- plusieurs édifices médiévaux : Hospital de Santa Maria, palais de la Paeria (siège de la mairie), le château de Gardeny (ensemble installé sur une des deux collines de la ville, formé par le château templier et l'église de Santa Maria de Gardeny)...
- Parc de la Mitjana, le plus grand parc naturel situé à l'extérieur de la ville.
- Els Camps Elisis, un jardin dans le style français et romantique anglais avec une grande bâtisse et une zone où sont organisés des concerts et des foires. Il contient la fontaine de la sirène.
- plusieurs musées et lieux d'art : musée diocésain et régional (Museu Diocesà i Comarcal), musée Morera (peinture), centre d'art de la Panera (art contemporain), salle Cristòfol, salle Mercat del Pla, ou encore l'auditorium municipal Enric Granados.
- El carrer major, la rue principale (et les rues adjacentes) où se trouvent la majorité des boutiques.

Les quartiers
La ville est divisée en plusieurs quartiers, dont celui du centre historique de Lérida.

### Personnalités liées à la commune

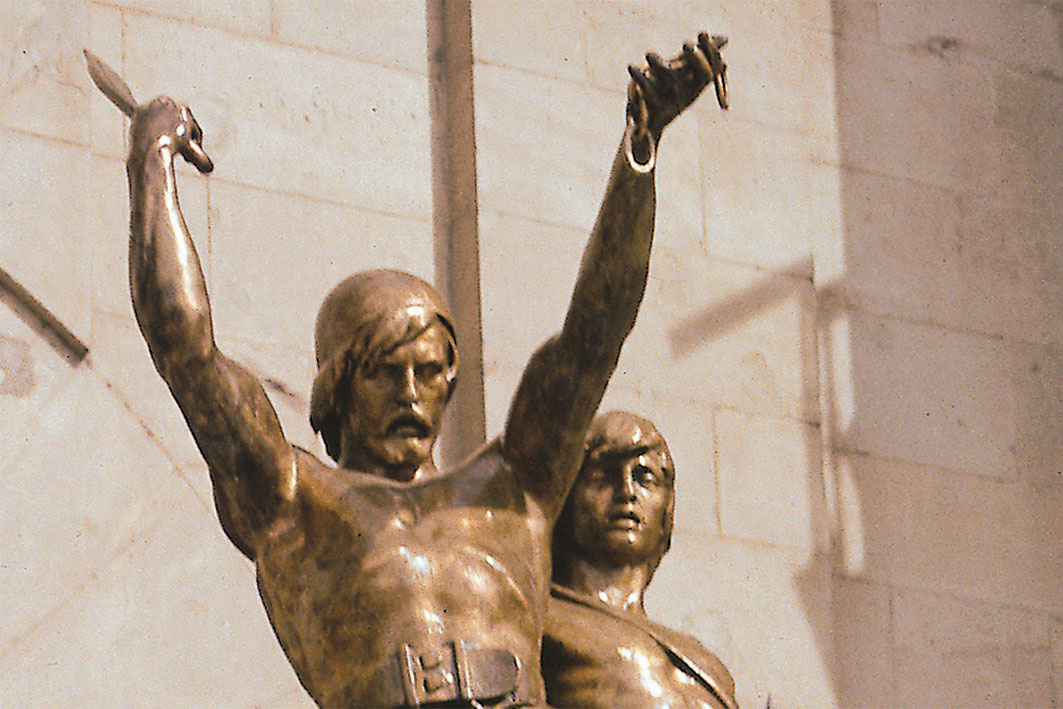
Monument représentant Indibil (à gauche) et Mandonio.

- Indíbil et Mandonio, guerriers ilergètes (IIIe siècle av. J.-C.)
- Mohammed ben el-Hadj (-1115), ancien gouverneur almoravide de la ville.
- Aurèlia Pijoan Querol (1910-1998), médecin. Un prix porte son nom à l'université de la ville[6].
- Antoni Garcia i Lamolla (1910-1981), peintre surréaliste[7].

#### Naissance à Lérida

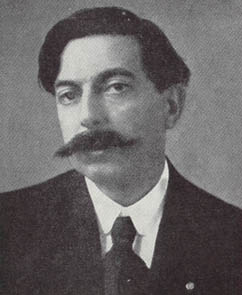
Le compositeur Enrique Granados.

- Martina Castells Ballespí, première femme médecin en Espagne (1852-1884).
- Enrique Granados, compositeur et pianiste (1867-1916).
- Ricardo Viñes, pianiste (1875-1943).
- Marius Torres, poète (1910-1942).
- Pablo Sánchez (1913-1944) républicain espagnol et résistant de la Seconde Guerre mondiale, mort pour la France.
- Joan Oró, biochimiste (1923-2004).
- Núria Perpinyà (1961-), écrivaine et universitaire.
- Jaume Balagueró, cinéaste (1968-).
- Emilio Alzamora, pilote moto, champion du monde 125 cm3 en 1999.
- Núria Añó, écrivaine (1973-).
- Sergi Escobar, cycliste, champion du monde de poursuite en 2004.
- Albert Costa, joueur de tennis, vainqueur des Internationaux de France de tennis 2002 (1975-).
- Saúl Craviotto, kayakiste, champion olympique en 2008.
- Nemesi Marquès Oste, prêtre (1935-).
- Jordi Bernadó, photographe (1966-).
- Sergej Milinković-Savić, footballeur (1995-).

#### Décès à Lérida
- Xavier Gosé (1876-1915), artiste peintre;
- Pere Domènech i Roura (1881-1962), architecte du stade olympique Lluís-Companys de Montjuïc, à Barcelone.

### Culture populaire
- Lérida est le titre d'un titre instrumental de Véronique Sanson, sortie dans son album 7ème, paru en 1979.
- Au pays de Lérida est une chanson traditionnelle traduite de l'occitan, interprétée entre autres par Michel Hindenoch[8].